# Château du Hohe Weyersberg
Le château du Hohe Weyersberg est bâti en 1560 pour le comte Jacques de Deux-Ponts-Bitche, sur la colline du Grünberg, à 2 km au nord de la Bitschertal, sur la commune de Mouterhouse. 

## Description
Ruiné dès la fin du XVIe siècle, il ne subsiste que les vestiges d'une tour.